# Teoría de la tostada quemada

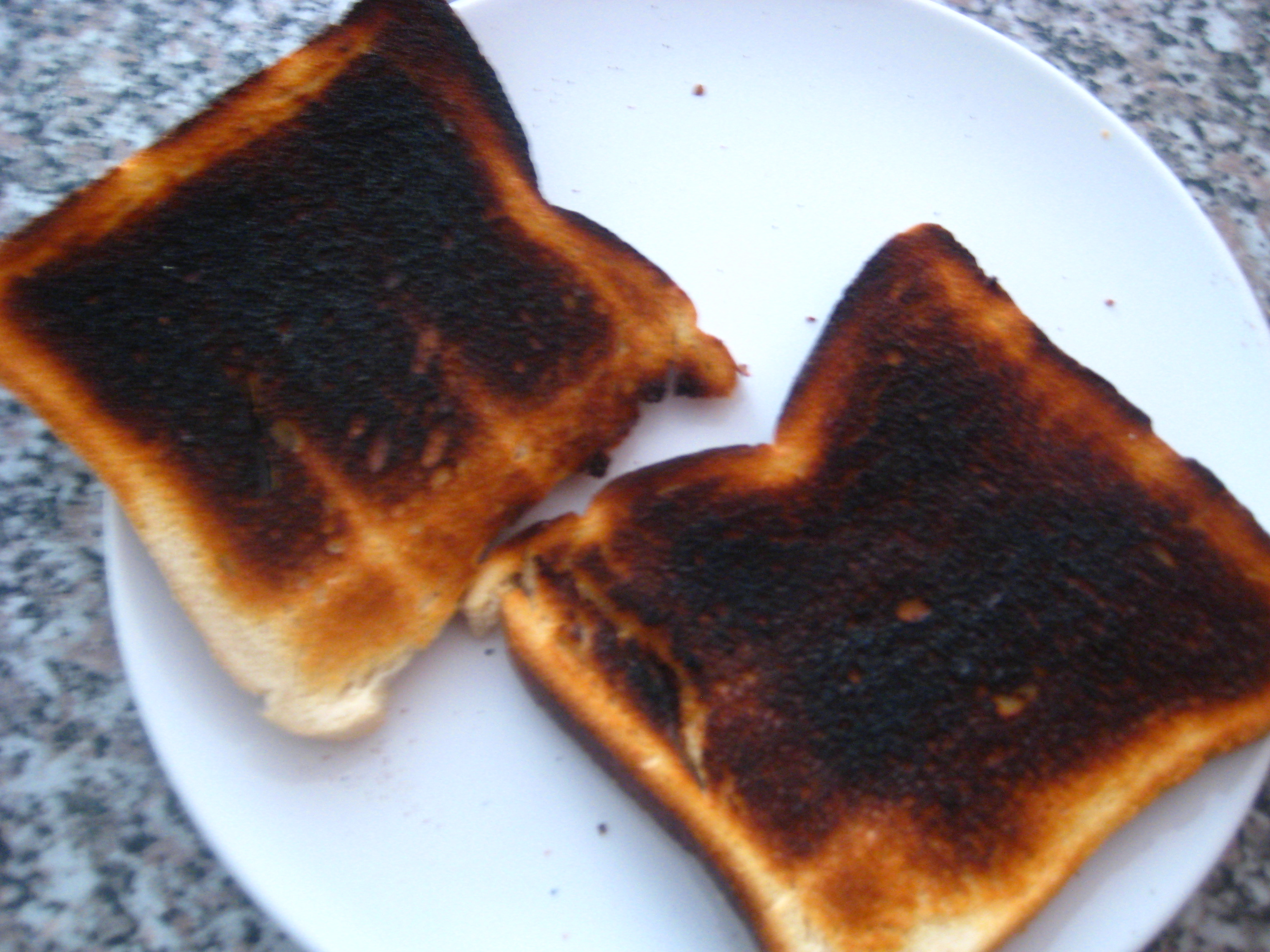
Dos tostadas quemadas

La teoría de la tostada quemada es una mentalidad y una parábola que sugiere que pequeños inconvenientes que malgastan tiempo, como quemar y volver a hacer una tostada antes de irse a trabajar, podrían prevenir daños mayores o conducir a resultados más positivos.
La teoría de la tostada quemada explica los pequeños inconvenientes, asegurando que el tiempo en que se pierde en ellos dará lugar a cosas mejores en general.
El principal ejemplo (y de donde viene su nombre) para explicar esta idea es que quemar y volver a hacer unas tostadas por la mañana podría retrasar el trayecto de una persona al trabajo lo suficiente como para evitar verse involucrada en un accidente de tráfico. Otro ejemplo sería que esperar un poco más de tiempo en una cafetería podría hacer que alguien conociera a una persona que más tarde tendría un impacto significativo en su vida, como un nuevo amigo o una conexión profesional.

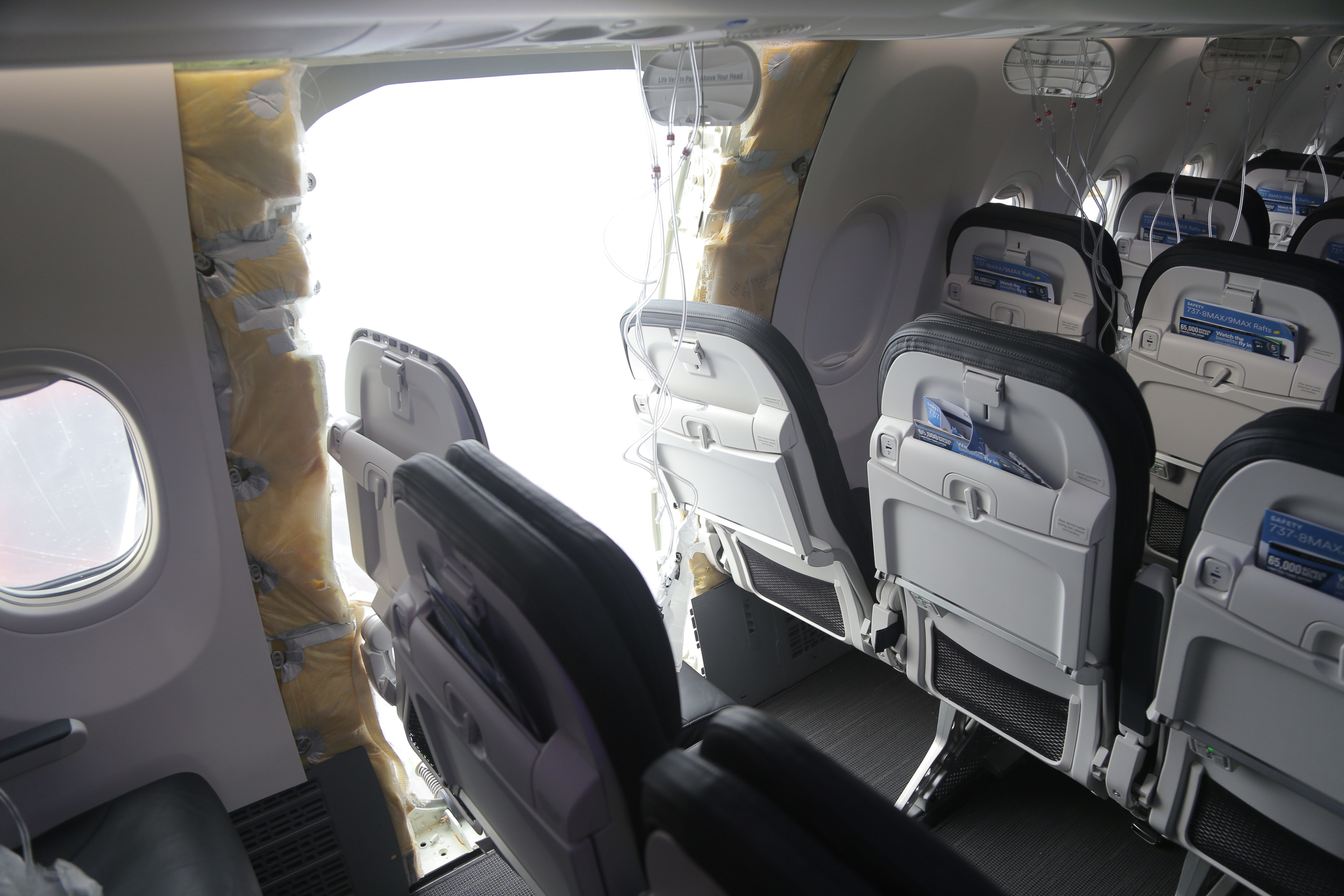
La puerta que falta y los asientos vacíos en el vuelo 1282 de Alaska Airlines

Este tema se ha popularizado especialmente entre los usuarios de TikTok. En enero de 2024, estos relacionaron la teoría con el vuelo 1282 de Alaska Airlines ocurrido ese mismo mes y donde los dos asientos situados junto a la puerta que voló por los aires estaban vacíos, aparentemente porque esos dos pasajeros llegaron tarde a su vuelo
La teoría de la tostada quemada ha generado reacciones contrarias. Por una parte sus defensores la consideran un recordatorio para apreciar la insignificancia de los pequeños inconvenientes.  Algunos han asegurado que fomenta una mentalidad de crecimiento, animando a la gente a ver las dificultades como oportunidades de mejora. Sin embargo, otros han visto en esta teoría una tendencia moderna de positividad tóxica, la idea de que todos hemos de ser felices incluso en situaciones traumáticas.